# 9293 Kamogata
A 9293 Kamogata (ideiglenes jelöléssel 1982 XQ1) egy kisbolygó a Naprendszerben. Hiroki Kosai és Kiichiro Hurukawa fedezte fel 1982. december 13-án.